# I due pezzi da 90
Pour plus de détails, voir Fiche technique et Distribution.
I due pezzi da 90 est un film italien réalisé par Osvaldo Civirani et sorti en 1971.

## Synopsis
Franco et Ciccio sont contraints d'abandonner leur charcuterie pour rejoindre le parrain de Franco, Nico Cavallaro. Ils ne savent pas encore que celui-ci est un contrebandier de stupéfiants et qu'il veut se servir d'eux pour transporter la marchandise. Mais la police est sur ses traces et réussit à mettre les menottes au boss et à disculper Franco et Ciccio.
Mais les ennuis ne sont pas encore finis : certains trafiquants mettent la drogue dans leur charcuterie. Après avoir vendu une certaine quantité de salami à leur clientèle en Sicile, les deux finiront malgré eux en prison.

## Fiche technique
- Titre : I due pezzi da 90
- Réalisation : Osvaldo Civirani
- Scénario : Osvaldo Civirani
- Photographie : Walter Civirani
- Montage : Mauro Contini
- Durée :  90 min
- Production : Cine Escalation
- Distribution : Cine Escalation
- Genre : Comédie
- Date de sortie : Italie 28 octobre 1971

## Distribution
- Franco Franchi : Franco
- Ciccio Ingrassia : Ciccio
- Franco Balducci : Jacques Clermont, inspecteur d'Interpol
- Margareth Rose Keil : Bonaria, monitrice de ski